# Фридрих II (герцог Нижней Лотарингии)
Фридрих II Люксембургский (фр. Frédéric II de Luxembourg, нем. Friedrich II. von Luxemburg; ок. 1003/1005 — 8 августа 1065), герцог Нижней Лотарингии с 1046, фогт аббатств Стабло и Мальмеди, второй сын Фридриха Люксембургского, графа Мозельгау, и Ирментруды фон Веттерау.

## Биография
Как младший сын, он первоначально не имел особых перспектив на наследство. После смерти отца он унаследовал фогтство в аббатствах Мальмеди и Стабло. Кроме того, от матери он унаследовал владения в Ленгау, где в 1020-х годах построил замок Лимбург. Позже эти владения стали ядром графства Лимбург.
Его старший брат Генрих II, унаследовавший в 1026 году графство Люксембург, был верным соратником императора Генриха III, который в 1042 году назначил его герцогом Баварии. Возможно благодаря верности Генриха Фридрих в 1046 году получил под управление Нижнюю Лотарингию вместо умершего герцога Гозело II, а также Антверпенскую марку, отобранную Готфрида Бородатого после лотарингского восстания.
Фридрих был верной опорой императорской власти в Нижней Лотарингии, в чем ему помогал брат Адальберон, ставший в 1047 году епископом Меца, однако он не мог противостоять постепенному развалу герцогства. Кроме того Фридрих вступил в конфликт с архиепископами Кёльна.
Благодаря второму браку Фридрих получил какие-то владения в Саксонии, но он обменял их на Ла Рош-ан-Арденн.
Фридрих умер 8 августа 1065 года и был похоронен в аббатстве Стабло рядом со своей первой женой. Его личные владения унаследовала дочь Ютта, кроме Ла Роша, которое досталось Иде Саксонской, вдове Фридриха. Она принесла это владение в приданое своему второму мужу — графу Намюра Альберту III. Нижняя Лотарингия и Антверпенская марка же были ещё при жизни Фридриха обещаны императрицей Агнессой де Пуатье, регентшей империи при малолетнем сыне Генрихе IV, Готфриду Бородатому, бывшему герцогу Верхней Лотарингии.

## Брак и дети
1-я жена: Герберга Булонская (ум. до 1059), дочь графа Булони Евстахия (Эсташа) I и Матильды Лувенской. Дети:
- Юдит (Ютта); муж: ранее 1062 Валеран (Вальрам) I (ум. до 1082), граф Арлона (Валеран II) с 1052, граф Лимбурга с 1065

2-я жена: Ида Саксонская, наследница Ла Роша, дочь герцога Саксонии Бернхарда II Билунга и Эйлики Швайнфуртской. Детей от этого брака не было. Около 1065/1066 года она вышла замуж вторично — за графа Намюра Альберта III.
В акте монастыря Св. Альберта в Ахене, датируемом 1061 годом, графом Лимбурга упоминается граф Удо (лат. Comes Udo de Lemborch), который называется наследником Фридриха. Этому сообщению противоречит «Хроника» Альберика де Труа-Фонтена, который указывает, что графство Лимбург (лат. castrum de Lemborch) было создано Вальрамом. Для объяснения этого историк Эрнст, написавший XIX веке «Историю Лимбурга», после детального обзора источников выдвинул версию, по которой граф Удо и граф Вальрам — одно и то же лицо. Однако существуют и другие гипотезы о происхождении Удо, по которым он был либо неназванным в других источниках сыном герцога Фридриха, либо мужем неназванной старшей дочери Фридриха.